# بيتر بي سوروكين
بيتر بي سوروكين (بالإنجليزية: Peter P. Sorokin)‏ هو فيزيائي أمريكي، ولد في 10 يوليو 1931 في بوسطن في الولايات المتحدة، وتوفي في 24 سبتمبر 2015.